# Llengües euroasiàtiques
La família de les llengües euroasiàtiques és una macrofamília lingüística que inclou moltes llengües que històricament s'han parlat al nord, al sud i a l'oest d'Euràsia.
Malgrat que la idea d'aquesta superfamília té més de 100 anys, la proposta més citada és la de Joseph Greenberg de la dècada del 1990. El 2013, un estudi estadístic de Mark Pagel i tres col·legues, aportà dades que, segons els autors, confirmaven l'existència d'aquesta superfamília.
Les famílies d'aquest grup depenen de la proposta, però gairebé sempre inclouen les llengües uràliques, les indoeuropees, les txukotkokamtxatkianes, les altaiques i les esquimoaleutianes. Les que no hi ha acord de si pertanyen a aquesta macrofamília són les llengües kartvelianes, les dravídiques i les nostràtiques. També de vegades s'hi inclouen el nivkh, l'etrusc i el grup de Greenberg coreà-japonès-ainu.